# Йордан Ацев
Йордан Ацев е български просветен деец и революционер, деец на Вътрешната македоно-одринска революционна организация, член на революционното ръководство в Прилеп.

## Биография
Йордан Ацев е роден в прилепския квартал Варош, тогава в Османската империя. Работи като учител. Влиза във ВМОРО и е член на местния революционен комитет.
Неговият ученик в Прилеп Димитър Талев го описва като „сдържан и кротък“, „много интересен човек и добър педагог“. Въпреки сдържаността му обаче малкият Димче Талев успява да предизвика гнева му с неученето си и да заслужи една плесница, а след това подбраните от учителя книги го запалват по четенето. „И мога да кажа – усмихва се Талев, – че тая плесница ме направи писател“.
- Свидетелство за женитба, 10 декември 1906 година
- Свидетелство за женитба, 10 декември 1906 година (гръб)